# Ralls megye
Ralls megye az Amerikai Egyesült Államokban, azon belül Missouri államban található. Megyeszékhelye New London, legnagyobb városa Monroe City. Lakosainak száma 10 355 fő (2020. április 1.). Ralls megye Monroe, Marion, Pike, Pike és Audrain megyékkel határos.

## Népesség
A megye népességének változása:
| Lakosok száma | 10 176 | 10 292 | 10 262 | 10 192 | 10 196 | 10 355 |
|               | 2010   | 2011   | 2012   | 2013   | 2015   | 2020   |